# بلواي
بلواي هي بلدية في فرنسا، تقع في موربيهان، هي عاصمة canton of Plouay ‏، بلغ عدد سكانها 5,385 نسمة وذلك حسب إحصائيات سنة 2013، تبلغ مساحتها 67.33 كيلومتر مربع، رمزها البريدي هو 56240.

## الموقع
تشترك في الحدود مع:
- Inguiniel [الإنجليزية]‏
- Arzano, Finistère [الإنجليزية]‏
- Guilligomarc'h [الإنجليزية]‏
- Cléguer [الإنجليزية]‏
- Lanvaudan [الإنجليزية]‏
- Calan, Morbihan [الإنجليزية]‏
- Berné [الإنجليزية]‏.